# Município de Sandy (condado de Stark, Ohio)
O município de Sandy (em inglês: Sandy Township) é um município localizado no condado de Stark no estado estadounidense de Ohio. No ano de 2010 tinha uma população de 3.675 habitantes e uma densidade populacional de 69,04 pessoas por km².

## Geografia
O município de Sandy encontra-se localizado nas coordenadas 40° 41′ 37″ N, 81° 16′ 49″ O. Segundo a Departamento do Censo dos Estados Unidos, o município tem uma superfície total de 53.23 km², da qual 53,21 km² correspondem a terra firme e (0,05 %) 0,03 km² é água.

## Demografia
Segundo o censo de 2010, tinha 3.675 habitantes residindo no município de Sandy. A densidade populacional era de 69,04 hab./km². Dos 3.675 habitantes, o município de Sandy estava composto pelo 96,14 % brancos, o 1,82 % eram afroamericanos, o 0,14 % eram amerindios, o 0,38 % eram asiáticos, o 0,11 % eram de outras raças e o 1,41 % eram de uma mistura de raças. Do total da população o 0,65 % eram hispanos ou latinos de qualquer raça.